# Дхами, Сухаши
Сухаши Горадиа Дхами Джайшил (англ. Suhashi Goradia Dhami Jayshil, хинди सुहासी गोरडिया जय्शील धामी,гудж. સુહાસી ગોરડિયા જયશીલ ધામી, телугу — సుహాసి గోరడియా జయ్శీల్ దామి, 28 апреля 1988, Мумбаи, Индия) — индийская модель и киноактриса, снимающаяся в индийских телесериалах.

## Биография
Сухаши Горадиа родилась в Мумбаи, в гуджаратской семье. Она — младшая дочь Латы Горадиа, работавшей в гуджаратском театре. До девятого класса Сухаши жила и училась в Северной Африке, в Ливии.
Потом Сухаши вернулась в Мумбаи, чтобы продолжить образование. Сухаши изучала классический танец «Бхаратанатьям» и мечтала о карьере в этой области. Она выиграла несколько танцевальных конкурсов.
Первым сериалом, в котором Сухаши снялась стал «Шакти». Но известности на телевидении она добилась благодаря участию в телесериалах на телеканале «Star Plus» («Aek Chabhi Hai Padoss Mein» и др.). После этого снялась в нескольких фильмах и множестве рекламных роликов для брендов «Tata Magic», «Raymonds», «Slice», «Yamaha», «Mopleez», «Ford TVC» и др.
Следующим этапом в её карьере стало участие в съемках популярного телесериала «Я выросла здесь» / «Yahan Main Ghar Ghar Kheli» (2009—2012), транслировавшегося в Индии по «Zee TV».

## Личная жизнь
Замужем за Джайшилом Дхами, братом актрисы Драшти Дхами и IT-инженером. К моменту замужества знала его уже тринадцать лет, была влюблена в него ещё в колледже.

## Фильмография
Фильмы
- «Haage Summane» (2008).
- «Vaade Kaavali» (2009).

Шоу
- «Kahani Comedy Circus Ki» (2012)

Телесериалы
| Год              | Название                                     | Роль          |
| ---------------- | -------------------------------------------- | ------------- |
| -                | Shakti                                       | -             |
| -                | Antariksha                                   | -             |
| 2006-2008        | Aek Chabhi Hai Padoss Mein                   | Урмила Мехта  |
| 2009-2012        | Yahan Main Ghar Ghar Kheli / Я выросла здесь | Абба и Албели |
| 31.12.2012 - ... | Housewife Hai…Sab Jaanti Hai                 | Сона          |

## Награды
| Год  | Награда            | Номинация                                       | Название проекта |
| ---- | ------------------ | ----------------------------------------------- | ---------------- |
| 2009 | Zee Awards Rishtey | Zee Parivaar Ka Favourite Naya Sadasya (Female) | Я выросла здесь  |
| 2010 | Zee Awards Rishtey | Favourite Behen                                 | Я выросла здесь  |
| 2011 | Zee Awards Rishtey | Favourite Beti                                  | Я выросла здесь  |